# UVERworld
UVERworld (ウーバーワールド) je japonská hudební skupina, která je známá svými kombinacemi různých hudebních stylů (hard rock, rap, elektronická hudba a beat-box). V Japonsku patří k jedné z nejznámějších skupin.

## Historie

### 2000–2005: Začátky
Začínali jako sedmičlenná skupina s názvem "Sound Goku Road" (známější jako Sangoku Road). V roce 2003 vydali první CD kterého se prodalo 3000 ks. Poté, co ze skupiny odešli dva členové (vokalista a saxofonista) si Ace∞Trigger začal říkat Takuya∞ a skupina se přejmenovala na UVERworld.
V roce 2005 podepsala skupina smlouvu s Gr8 která jakožto společnost patřilo pod Sony Music Records. Jejich první single s názvem "D-tecnolife" se stal openingem pro anime Bleach. Singl se umístil na čtvrtém místě v Oriconu.
Tři měsíce poté vydaly druhý single "Chance!" který se stal openingem pro PSP hru "Bleach:Heat the Soul". Single se v Oriconu umístil na pátém místě a prodalo se 14 150 kopií.

### 2006–2008: První tři alba (Timeless, Bugright a Proglution)
V lednu 2006 vydali třetí single s názvem "Just Melody" který se umístil 17. v Oriconu. Tři týdny na to vydal UVERworld první album s názvem Timeless ("Nadčasový") který se dostal do první desítky a prodalo se 60 000 kopií. Saxofonista (Saika) se vrátil a společně s kapelou vytvořil k albu píseň "Yasashisa no Shizuku". Tři měsíce na to vydávají další single "Colors of the Hearts", který se stává třetím openingem pro anime série Blood+.
Jejich pátým singlem je "Shamrock" vydaný 2. října 2006 a byl použit jako ending k doramě Dance Drill.
21.2.2007 vydává UVERworld další album s názvem Bugright.Píseň "Nagare, Kūkyo, This Word" se stala součástí soundtracku k The Songs for Death Note The Movie: The Last Name Tribute.
Třetí album, Proglution, bylo vydáno 16.1.2008 a mělo 18 písní. V albu byly zahrnuty i singly "Ukiyo Crossing","Endscape" a "Shaka Beach-Laka Laka La". Prodalo se 150 000 kopií. 11. června 2008 vydávají single "Gekido/Just Break the Limit!". Gekido se stalo čtvrtým openingem k D.Gray-Man. V roce 2008 vydaly ještě další dva singly "Koishikuite" a "Haknaku mo Towa no Kanashi".

### 2009: Čtvrté album aNeo Sound Best
12.2.2009 vydal UVERworld další album s názvem Awakeve. Prodalo se 115 000 kopií a album se umístilo v Oriconu jako druhé. DVD o životě členů (Nippon Budokan) bylo vydáno 29. 4. 2009. Třináctý singl vydali 5. srpna 2009 a nazvali ho "Go-on".
Čtrnáctý single byl vydán 28. října s názvem "Kanashimi wa Kitto".
Tento rok vydali i album s názvem Neo Sound Best, kde byly jejich nejznámější písně.

### 2010-současnost: Dvě (prozatím) poslední alba
Jejich patnáctý single "Gold" byl vydán 31.3.2010. Video pro "Gold" bylo děláno ve 3-D a stalo se tak prvním 3-D hudebním videem v Japonsku. Premiéru mělo 17.4.2010. Pár dní před tím vydali i páté album Last (14.4.2010).
Šestnáctý single "Qualia" byl vydán 15. září 2010 a píseň se stala openingem pro film Mobile Suit Gundam 00 a dokonce i pro PSP hru Last Ranker. Jejich sedmnáctý single "NO.1" byl vydán 24.11.2010
Jejich první koncert byl v Tokio Dome 27.11.2010 a byl to vlastně koncert kde byly písně právě s alba Last.
Osmnáctý single "Mondo Piece" měl být vydán 23. března 2011 tento single měl i dvě známé písně "Panic World" a "Chimimouryou March". Ale kvůli zemětřesení a tsunami, které zemi postihly, se singl vydal až 6.4.
Devatenáctý single "Core Pride" se stal prvním openingem k anime Ao no Exorcist.
Jejich zatím poslední šesté album Life 6 Sense bylo vydáno 1. června 2011.
14.12.2011 vydali dvacátý single s názvem "Baby Born & Go/Kinjito".
28.3.2012 vydali dvacátý první single s názvem "7th Trigger".
29.9.2012 vydali dvacátý druhý single s názvem "The Over".

## Sestava
- Takuya (psán jako TAKUYA∞) (frontman, vokály) *21.12.1979
- Katsuya (kytara) *22.2.1981
- Akira (kytara) *8.3.1984
- Nobuto (basová kytara) *14.2.1980
- Shintarou (bicí) *5.11.1983

## Diskografie

### Singly
- 1 D-tecnoLife (2005)
- 2 CHANCE! (2005)
- 3 just Melody (2006)
- 4 colors of the Heart (2006)
- 5 SHAMROCK (2006)
- 6 Kimi no Suki na Uta (2006)
- 7 endscape (2007)
- 8 Shaka Beach ~Laka Laka La~ ( 2007)
- 9 Ukiyo Crossing (2007)
- 10 Gekidou/Just break the limit! (2008)
- 11 Koishikute (2008)
- 12 Hakanaku mo Towa no Kanashi (2008)
- 13 Go-on (2009)
- 14 Kanashimi wa Kitto (2009)
- 15 Gold (2010)
- 16 Qualia (2010)
- 17 No.1 (2010)
- 18 Mondo Piece (2011)
- 19 Core Pride (2011)
- 20 Baby Born & Go/Kinjito (2011)
- 21 7th Trigger (2012)
- 22 The Over (2012)

### Alba
- Timeless (album, UVERworld)Timeless (2006)
- BUGRIGHT (2007)
- PROGLUTION (2008)
- AwakEVE (2009)
- Last (2010)
- Life 6 Sense (2011)